# Улица Севастьянова (Колпино)
У́лица Севастья́нова — улица в городе Колпино Колпинского района Санкт-Петербурга. Проходит от Невской улицы до зареченской Колпинской улицы. Является продолжением Железнодорожной улицы на юге и переходит в Колпинскую улицу на севере.
Улица Севастьянова является одной из самых протяженных в Колпино. На Межевой улице имеет сдвиг. Участок от Механической улицы до Балканской дороги по сути не существует. Основная застройка — промышленная.

## История
Названа в 1949 году в честь Героя Советского Союза А. Т. Севастьянова.

## Перекрестки
- Невская улица / Железнодорожная улица
- Ивановская улица
- Межевая улица (два перекрестка, поскольку имеется сдвиг)
- Промышленная улица
- Сапёрный переулок
- Северная улица
- Механическая улица
- Балканская дорога
- Приреченская улица
- Колпинская улица